# Еугеніуш Фабер
Еугеніуш Фабер (пол. Eugeniusz Faber; 6 квітня 1939, Хожув, Польща — 24 вересня 2021) — польський футболіст, виступав на позиції нападника.

## Клубна кар'єра
Народився 6 квітня 1939 року в Хожуві, вихованець місцевого клубу «Президент». На професіональному рівні розпочав кар'єру в 1959 році виступами за хожувський «Рух». У 1960 та 1968 роках разом з «Рухом» вигравав чемпіонат Польщі. У 1971 році, зігравши 284 матчі в чемпіонаті Польщі та забивши понад 100 м'ячів, перейшов до французького «Лансу». За нову команду зіграв 104 матчі в чемпіонаті та відзначився 44-а голами. У сезоні 1972/73 років допоміг «Лансу» вибороти путівку до Ліги 1. Того ж сезону у групі А Ліги 2 став найкращим бомбардиром змагання. Напередодні завершення кар'єри разом з командою дійшов до фіналу Кубку Франції 1974/75, де «Ланс» з рахунком 0:2 поступився «Сент-Етьєну».

## Кар'єра в збірній
Дебютував у футболці національної збірної Польщі 8 листопада 1959 року в Хожуві в переможному (6:2) поєдинку проти Фінляндії. Загалом у складі збірної зіграв 36 матчів, відзначився 11-а голами.

## Досягнення
«Рух» (Хожув)
- Перша ліга Польщі
  -  Чемпіон (2): 1960, 1968
  -  Срібний призер (2): 1963, 1970

«Ланс»
- Кубок Франції
  -  Фіналіст (1): 1975

- Ліга 2
  -  Чемпіон (1): 1972/73

- Найкращий бомбардир групи А Ліги 2 (1): 1972/73 (21 гол)